# Bonis I
Bonis I est un village qui fait partie du département du Lom-et-Djerem, situé dans la région de l’Est de la République du Cameroun.

## Population
Selon le recensement réalisé en 2005, le village comptait 850 habitants, dont 425 femmes et 425 hommes. 